# Dionizy Dudek
Dionizy Dudek (ur. 2 stycznia 1943 w Borysławiu, zm. 3 maja 2020 w Iwinach) – polski specjalista w zakresie maszyn i urządzeń górnictwa odkrywkowego, prof. dr hab. inż.

## Życiorys
Był synem Wiktora i Danieli. W 1953 roku zamieszkał we Wrocławiu. We Wrocławiu ukończył Liceum Ogólnokształcące i studia wyższe na Wydziale Mechanicznym Politechniki Wrocławskiej (specjalność Maszyny Robocze i Maszyny Podstawowe Górnictwa Odkrywkowego). Po ukończeniu studiów rozpoczął pracę na macierzystej uczelni, pracując na Wydziale Mechanicznym oraz Wydziale Techniczno-Inżynieryjnym z siedzibą w Wałbrzychu, w którego tworzeniu brał udział. W 1969 roku obronił pracę doktorską, w 1987 uzyskał stopień doktora habilitowanego. 22 listopada 1995 nadano mu tytuł profesora w zakresie nauk technicznych. Objął funkcję profesora zwyczajnego i dyrektora w Instytucie Konstrukcji i Eksploatacji Maszyn na Wydziale Mechanicznym Politechniki Wrocławskiej.
Był przewodniczącym Rady Naukowej w Poltegor – Instytucie Instytutu Górnictwa Odkrywkowego oraz członkiem Komitetu Budowy Maszyn Polskiej Akademii Nauk.